# Coprotus granuliformis
Coprotus granuliformis är en svampart som först beskrevs av P. Crouan & H. Crouan, och fick sitt nu gällande namn av Kimbr. 1967. Coprotus granuliformis ingår i släktet Coprotus och familjen Thelebolaceae.  Arten är reproducerande i Sverige. Inga underarter finns listade i Catalogue of Life.